# リナーレス (スペイン)
リナーレス（Linares）は、スペイン・アンダルシア州ハエン県のムニシピオ（基礎自治体）。

## 地理
シエラ・モレナ山脈に位置する。農業、ウシの飼育が行われ、鉱山があることから通商路が交差する地点であった。

### 人口
| リナーレスの人口推移 1900－2010                       |
|                                                       |
| 出典:INE（スペイン国立統計局）1900年–1991年、1996年 - |

## 歴史
現在のリナーレスの前身とされる名が現れるのは、レコンキスタ完了前である。それまで数世紀に渡り存在していた定住地の名は、カストゥロ（Cástulo、古いイベリア語で城または砦）であった。城の周りにできた定住地に人口が集まり、11世紀にはリナーレスとして知られるようになった。リナーレスは、周囲の定住地を見下ろす高台上の戦略的な位置にあったカストゥロとして生まれたのである。アラブ人がイベリア半島へ侵入すると、彼らはローマ以来の軍事要所に定住した。
1227年、カスティーリャ王フェルナンド3世がリナーレス城を陥落させ、アンダルシア遠征の間城はキリスト教徒側が使用した。この時期にリナーレスは王から特権を授けられ、代々のカスティーリャ王たちに重んじられた。
16世紀のリナーレスは、農業とウシの飼育で経済成長と人口増加の最盛期を経験し、フェリペ2世によりvilla de manosの称号を与えられた。
17世紀から18世紀、農業及びウシの飼育と並行し、自治体内の鉛鉱山開発に力が入れられていった。最盛期で採鉱は年間20万アロバから30万アロバに達し、鉱物は主として戦争資材として消費された。この平和と、人口増加の結果、リナーレスは19世紀から20世紀半ばまでアンダルシア州の重要な経済中核へと変貌させた。
1875年、アルフォンソ13世はリナーレスを都市へ昇格させた。
19世紀から20世紀にかけてのリナーレスの成長は、主としてイギリスからの外国投資と、スペイン国内他自治体との結合を容易にした鉄道敷設がなければ、実現しなかっただろう。
20世紀半ばを過ぎてから、笛の材料として鉛を用いるのは有害であると立証され、市場で価格の暴落を引き起こした。リナーレスにあった鉱山は徐々に閉鎖していき、1991年には最後のクルース鉱山が閉鎖された。これがリナーレス経済を転換する重要な段階であった。

## 政治
| 任期      | 首長名                      | 政党                     |
| --------- | --------------------------- | ------------------------ |
| 1979–1983 | Julián Jiménez Serrano      | スペイン社会労働党(PSOE) |
| 1983–1987 | Alfredo Catalán García      | スペイン社会労働党(PSOE) |
| 1987–1991 | Alfredo Catalán García      | スペイン社会労働党(PSOE) |
| 1991–1995 | Manuel Rodríguez Méndez     | スペイン社会労働党(PSOE) |
| 1995–1999 | Juan Bautista Lillo Gallego | 国民党(PP)               |
| 1999–2003 | Juan Fernández Gutiérrez    | スペイン社会労働党(PSOE) |
| 2003–2007 | Juan Fernández Gutiérrez    | スペイン社会労働党(PSOE) |
| 2007–2011 | Juan Fernández Gutiérrez    | スペイン社会労働党(PSOE) |
| 2011–2015 | Juan Fernández Gutiérrez    | スペイン社会労働党(PSOE) |
| 2015–2019 | Juan Fernández Gutiérrez    | スペイン社会労働党(PSOE) |
| 2019–2023 | Raúl Caro-Accino Menéndez   | シウダダノス             |
| 2023–     | n/d                         | n/d                      |

## 史跡
- サンタ・マリア教会

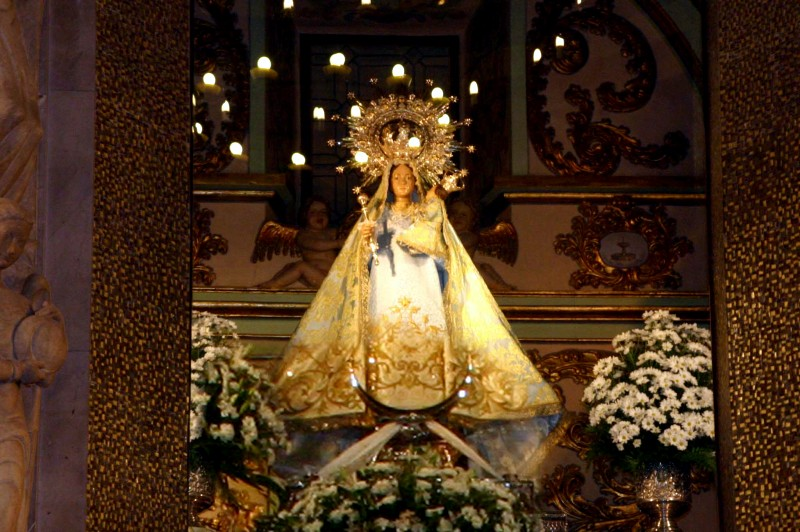
リナレッホスの聖母

- リナレホスの聖母廟（Santuario de la Virgen de Linarejos）
- ロス・マルケセス・デ・リナーレス病院（Hospital de los Marqueses de Linares）

## スポーツ
- リナーレス・デポルティーボ - 2009年に設立されたサッカークラブ。現在はプリメーラ・ディビシオンRFEF (3部)に在籍している。

## 出身者
- アンドレス・セゴビア

## 姉妹都市
- カストル、フランス
- リナーレス、チリ
- リナーレス、メキシコ
- マウレ、チリ
- ナリーニョ、コロンビア
- トマシュフ・マゾヴィエツキ、ポーランド